# Система телевидения северных стран
Система телевидения северных стран (дат., швед., норв. и исл. Nordvision, фин. Pohjoisvisio) — ассоциация государственных вещательных организаций стран Северной Европы. Основана в 1959 году. Осуществляет обмен передачами и их совместную подготовку. Технический центр находится в Копенгагене в здании Радио Дании.

## Члены
- государственная компания «Радио Дании»;
- акционерное общество «Телевидение Швеции»;
- акционерное общество «Норвежское национальное радио»;
- государственная компания «Национальное радио» (Исландия);
- акционерное общество «Юлейсрадио» (Финляндия);

Ассоциированные члены:
- государственная компания «Радио Фарер»;
- государственная компания «Радио Гренландии»;
- акционерное общество «Образовательное радио Швеции».

## Руководство
Высший орган — конференция генеральных директоров (generaldirektørenes møte), консультативный орган - конференция системы телевидения северных страны (норв. NV-møtet), состоящее из представителей организаций-членов, конференция из своего состава избирает президиум (NV-møtets presidum) и председателя  (норв. ordfører). Конференция генеральных директоров назначается генерального секретаря (generalsekretæren), возглавляющего секретариат (Nordvisionssekretariatet).

## Фонд Системы телевидения северных стран
Руководство фондом осуществляет правление (fondstyrelsen), состоящий из пяти членов, по одном от каждой телеорганизации и избирающее из себя председателя (fondens ordförande).